# 猫的报恩
《貓的報恩》（日语：猫の恩返し）是吉卜力工作室2002年推出的一部动画电影，片名叫做《貓的報恩》的原因就是因為故事裡的主角小春救了一隻貓王國的王子，貓王國的貓國王為了報答她而來的。故事改編自漫畫家柊葵的漫畫。於2002年第6回文部省日本新媒體動漫藝術節獲選動畫部門優秀獎。
與吉卜力另一部短篇動畫《Ghiblies episode2》，為同時在戲院上映的作品。
片尾曲《幻化成風》被马来西亚女歌手梁靜茹翻唱成為《小手拉大手》。

## 故事大綱
吉岡春（小春）是個平凡且善良、與身為設計師的母親直子生活的女高中生，她和同班的女同學廣美是好友，但在偶然發現暗戀的男生町田君已經有女友後感到失落。某日放學途中，她用袋棍球球把救了一隻險遭車子撞上的貓，並意外得知後者是貓王國的王子月牙。「貓之國度」的貓國王為了報答她，不斷送她禮物（甚至還有貓薄荷與老鼠），甚至還邀請小春到貓王國作客。无助且感到困擾的小春聽見謎樣的女聲，依照聲音的指示找上肥貓胖胖，經由胖胖的帶領向「貓之事務所」的貓男爵求助，還遇見貓男爵的烏鴉友人多多。突然，小春被一大群貓強行帶往貓國，促使貓男爵和胖胖、多多緊追進入貓國。
小春在「貓之國度」接受貓王的款待，由於無意間浮現「當貓也不錯」的想法，導致小春漸漸地長出貓鬍鬚和貓耳朵，貓王更直接表明希望將她許配給月牙的想法。當小春快變成真正的貓時，貓男爵趁機混入宴會中提醒小春，一旦在貓王國迷失自我，就會逐漸變得像貓，讓小春及時清醒和留意自身處境。當貓男爵因為被貓王國的守衛們發現、出面對抗守衛們時，小春與先前試圖警告她離開貓王國的白貓侍女小雪幫助貓男爵離開現場。經由小雪的帶領抵達一處通道後，為了讓小春趁著天亮之前重回人類世界兼躲避貓王的追緝，小春、貓男爵、胖胖奔向塔樓的頂端，準備由此抵達通往人類世界的出口。另一方面，偕同守衛返回貓王國的月牙，向父親說明自己真正要迎娶的對象，其實是小雪。胖胖則被揭發為貓王國惡名昭彰的通緝犯「雷納多‧蒙」（ルナルド・ムーン、Renaldo Moon）。
小春與小雪會談的過程中，認出小雪正是提醒她前往「貓之事務所」求助的聲音，以及當年兒時的小春曾經施捨魚餅乾而免於飢餓的小貓，小雪亦透露她為了報答當年的恩情，所以才會在小春陷入困境時身出援手。最終小春、胖胖、貓男爵經由多多帶領的烏鴉群的協助，如願趁著在天亮之前重回人類世界，降落在學校的屋頂上。小春變回人類並尋回自我，趁著與貓男爵道別之際，向對方告白，貓男爵則告訴小春，往後有需要時都可以前往「貓之事務所」求助，便偕同多多與烏鴉群離去。
經過此事，小春的個性變得更加積極且富自信，同時放下了先前暗戀失利的遺憾。劇末小春與廣美聚會閒談時，胖胖從路旁的桌椅躍下並逕自離去。

## 角色介紹
- 吉岡春

本片主角。小名叫「小春」。個性行事皆平凡且正直和善良的女高中生，有時會因糊塗而誤事。
某日在路上解救一隻差點被車子撞上的貓後，就面臨到貓咪們為了答謝，而要將她作為貓國王子妻子的麻煩事件。
之後在不知如何是好情況下聽到了一個神秘的聲音，要她去貓咪事務所尋找貓男爵協助。
經歷了不同事情後喜歡上了貓男爵，在劇情末段成功地在天亮前返回人世界，趁著貓男爵離去前向他表白。
在之後廣美告知小春她一直暗戀的男生町田君和他的女朋友分了手，小春表示「現在已經沒關係了。」
- 男爵

是一位「貓咪事務所」的所長，本名為「佛貝魯‧馮‧吉金肯」（フンベルト・フォン・ジッキンゲン、Humbert von Gikkingen）。他是替遇上要被帶去貓王國的小春解決問題，長相帥氣，有著沉穩的紳士個性又很聰明，擁有騎士精神。一隻陶瓷貓，傳說中他非常難對付。
角色設計原型為《心之谷》登場的貓男爵。在事務所裡有掛著一幅在《心之谷》故事中與貓男爵為一對的女貓露意絲的畫像。
- 胖胖

貓男爵的朋友，本名為「雷納多‧蒙」（ルナルド・ムーン、Renaldo Moon）。外型巨大肥胖的白貓。喜歡吃，嘴巴說的雖有點惡劣但個性不壞。其實他是被貓王國通緝的重大要犯，因為他把貓王國的魚吃的一點都不剩，此事件也是貓王國史上最惡名昭彰的事件。
角色設計原型為《心之谷》登場的胖貓阿月。牠平時的稱呼「姆達」（ 、故事譯『胖胖』）常被小春誤唸成「豬」（ブタ）。
- 多多

貓男爵的朋友，本體為一座烏鴉雕像，是隻黑色的烏鴉。常常和胖胖鬥嘴。
- 月牙

貓王國的王子。為了尋找送給戀人小雪的禮物來到人間社會，在路上要被車撞到的危急時刻被小春所救，而他父親貓國王曾說要迎娶小春，但最後月牙決定跟小雪結婚。
- 小雪

貓王國的侍女，一隻漂亮的白色母貓，和貓王國的王子相戀。小時候曾經受過小春的幫助。當小春在煩惱要嫁給貓王子月牙時，她引領小春去貓咪事務所。
最終協助小春離開皇宮，並接受了月牙王子的求婚。
- 貓國王

貓王國的統治者，隨意行事、任性的君王，曾經說要讓他兒子月牙迎娶小春。在敗給貓男爵之後決定退位。
- 拿多利

貓國王的秘書之一，性格拘謹且常常替貓王打定計劃。最後貓國王決定退位時也跟著同進退。
- 拿多露

貓國王的秘書之一，性格總是悠哉無慮的母貓。
- 吉岡直子

小春的媽媽，從事布料設計的工作。
- 廣美

小春的朋友。有著開朗的性格，喜歡一個叫柘植的男學生。在故事尾聲被小春問起和柘植的狀況而無言以對。
原作漫畫作者柊葵的單行本作品（臺灣中譯本漫畫名：心之谷）裡頭另收錄的一則短篇（桔梗花開之際）中，也有一名外形相同、同樣叫作廣美、喜歡柘植的開朗女學生角色。
- 町田

小春的暗戀對象。因為被小春發現已有交往中的女友，令小春失望離去。故事尾聲從廣美的轉述得知已和女友分手。

## 製作

### 契機
起初於1999年吉卜力工作室收到某間遊樂園的請託，希望能製作一篇跟貓有關的短篇動畫。
當時宮崎駿指定要讓動畫中出現《心之谷》裡的三樣東西──「地球屋」、「貓男爵」以及胖貓「Moon」；並特別請求《心之谷》原作漫畫作者柊葵替這件企畫案構思一篇漫畫，事後柊葵便完成了漫畫作品《貓男爵》，並將作品風格定位為「像是《心之谷》中女主角月島所撰寫的故事」。
但之後當時提出要求的遊樂園取消了這件案子，宮崎駿因此轉將原本的企畫做為給吉卜力工作室裡年輕動畫師的測試，讓合適的人選將此改編成45分左右的錄影帶動畫。事後挑中的人選為先前在長篇動畫《隔壁的山田君》中表現優異的森田宏幸，而森田便在製作短片《可羅的大散步》時；接下了此提案。
後續鈴木敏夫看了森田宏幸畫完的劇情分鏡時、認為作品內容有搬上大銀幕的可行性，便進一步提議讓森田宏幸做為此動畫的導演；讓《貓的報恩》成為了吉卜力工作室另一部的電影動畫。

### 聲演
| 配音 | 配音   | 配音   | 配音 | 角色                 |
| 日本 | 台灣   | 香港   | 美國 | 角色                 |
| --- | ------ | ------ | --- | -------------------- |
| 池脇千鶴 | 劉小芸 | 林小寶 | 安妮·海瑟薇 卡蒂·克伊（幼年）                                                                                 | 吉岡春（吉岡ハル）   |
| 袴田吉彦 | 姜先誠 | 高翰文 | 卡利·艾域士                                                                                                   | 貓男爵（バロン）     |
| 渡辺哲 | 楊少文 | 李建良 | 彼德·伯伊 | 胖胖（ムタ）         |
| 斎藤洋介 | 周寧   | 龔國強 | 艾路特·格拉德                                                                                                 | 多多（トト）         |
| 前田亞季 | 蔣篤慧 | 谭美琼 | 朱蒂·吉爾 | 小雪（ユキ）         |
| 山田孝之 | 劉傑   |        | 安德鲁·贝维斯                                                                                                 | 月牙（ルーン）       |
| 丹波哲郎 | 佟紹宗 | 李忠強 | 蒂姆·克里 | 貓國王（猫王）       |
| 佐戸井けん太 |        | 龍天生 | 雷內·奧柏戎諾瓦                                                                                               | 拿多利（ナトリ）     |
| 濱田マリ | 陳季霞 | 曾佩儀 | 安迪·里希特                                                                                                   | 拿多露（ナトル）     |
| 岡江久美子 | 李直平 | 莫蒨茹 | 克麗絲丁·蘇薩蘭                                                                                               | 吉冈直子（吉岡直子） |
| 佐藤仁美 | 許淑嬪 |        | 姬絲汀·貝兒                                                                                                   | 廣美（ひろみ）       |
| 本名陽子 | 李直平 |        | | 千香（チカ）         |
| 田中敦子 宮本充 長克巳 つかもと景子 白鳥由里 都築香彌子 駒村多恵 鈴井貴之 大泉洋 安田顕 中村俊洋 岸祐二 清水敏孝 江川大輔 新垣樽助 よのひかり |        |        | 莫娜·馬希爾 寇特妮·德拉普爾 格里格·伯格 羅伯特·克羅斯沃希 特里·道格拉斯 傑森·哈里斯 布萊德利·皮爾斯 迪斯·懷特 | 其他角色（その他）   |

### 製作人員
- 原作：柊葵
- 原著出版：德間書店
- 企劃：宮崎駿
- 導演、分鏡繪製：森田宏幸
- 編劇：吉田玲子
- 音樂：野見祐二
- 電影主題曲：《幻化成風》　演唱：辻亞彌乃
- 中文主题曲：《专注》 演唱：曾宝仪[10]
- 人物設計、版面設計：森川聰子
- 作畫監督：井上銳、尾崎和孝
- 作畫監督輔助：稻村武志、山森英司、田村篤、山下明彥
- 畫面檢查：坂本豐、中邊利惠、大西綾、藤井香織
- 美術監督：田中直哉
- 色彩設計：三笠修
- 主要檢查．色彩指定：林留美子、山崎紀代美
- 撮影監督：高橋賢太郎
- 導演助手：鶴岡耕次郎
- 編輯：內田惠
- 編輯助手：武宮
- 錄音：林和弘
- 整音：住谷真
- 效果：野口透
- 錄音室：東京電視Center
- 光學錄音：上田太士
- 數位光學錄音：西尾昇
- 音響製作：KiKi
- 演奏樂團：Tokyo Philharmonic Orchestra
- 樂團指揮：熊谷弘
- 音樂製作：稻田和實
- 音樂著作權：長井孝
- 業務擔當：野中晉輔
- 宣傳：伊勢伸平
- 特別顧問：德山雅也、矢部勝
- 製作：松下武義、氏家齊一郎、星野康二、宮川智雄、相原宏德、高井英幸
- 製作人：鈴木敏夫、高橋望
- 製作工作室：吉卜力工作室
- 配給：東寶
- 《貓的報恩》製作委員會：德間書店、日本電視台、博報堂、三菱商事、東寶
- 製作協助：高橋Production、 T2 Studio、Telecom Animation Film Co.、DR Moive、Studio Fantasia

### 動畫文宣標語
- 能變成一隻貓好像也不錯（猫になっても、いいんじゃないッ？）──糸井重里提供。

## 評價
2023年3月，本片在爛蕃茄發表「根據爛番茄評論家評比，100部不限時間的最佳日本動畫電影」排行榜名列第71名。

## 原作漫畫
原作為柊葵受宮崎駿的委託而創作的漫畫。
起初作品的名稱為。劇情描述著一位名叫「春」的少女為了尋找她下落不明的戀人，而請求貓男爵及胖胖協助。之後她們搭著飛行艇來到了一處名叫的街道，發現那兒有著住著貓王的「巴斯泰托」神殿。而貓王有著企圖將全部人類變化成貓、佔領人間社會的計畫，之後貓男爵及胖胖便在內部有如立體迷宮的巴斯泰托神殿中設法擊敗貓王，以阻止牠的野心。
之後劇情大綱修改為動畫版相似的內容，作品名稱也更改為《貓男爵》。故事中大白貓胖胖出沒的十字街為柊葵居住的函館市其中一帶的地名，但場景造型並非來自於當地實景，而是以懷舊風格的建物為主。

### 原作漫畫與動畫相異處
|                  | 原作漫畫                   | 動畫                       |
| ---------------- | -------------------------- | -------------------------- |
| 小春的打扮穿著   | 學生服或風衣和長靴         | 以學生服的場合居多         |
| 貓男爵的打扮穿著 | 黑色外衣                   | 白色外衣                   |
| 白貓小雪         | 小春小時候養的猫，已逝世   | 小春小時候在路上餵食的野貓 |
| 多多             | 雕像變的喜鵲               | 雕像變的烏鴉               |
| 貓王子拿的禮物   | 烏賊作的杯子               | 小魚形狀的餅乾             |
| 貓大王的秘書     | 母貓拿多露                 | 母貓拿多露與公貓拿多利     |
| 貓王國           | 其實是死後的貓咪所去的世界 | 沒有特別明言死後世界此設定 |

### 出版書籍
| 冊數 | 德間書店      | 德間書店           | 台灣東販       | 台灣東販          |
| 冊數 | 發售日期      | ISBN               | 發售日期       | ISBN              |
| ---- | ------------- | ------------------ | -------------- | ----------------- |
| 全   | 2002年5月20日 | ISBN 4-19-770088-1 | 2002年12月13日 | ISBN 957-473423-4 |

後續
2003年2月25日發售、ISBN 4-08-847600-X（集英社、瑪格麗特雜誌上連載）

## 影音產品

### 影碟
- 双碟版DVD和VCD發行: 台湾博伟、香港洲立、中国大陸中录德加拉。
- 中文版配音由台湾华特迪士尼（股）负责。

### 音樂專輯

#### 原聲帶
| 曲目                            | 創作/演唱                                                                    |
| ------------------------------- | ---------------------------------------------------------------------------- |
| 1.123（）                       | 作曲：野見祐二                                                               |
| 2.小春起床了嗎？（）            | 作曲：野見祐二                                                               |
| 3.與月牙的相遇（）              | 作曲：野見祐二                                                               |
| 4.與貓的對話（）                | 作曲：野見祐二                                                               |
| 5.貓王的隊伍（）                | 作曲：野見祐二                                                               |
| 6.貓的報恩（）                  | 作曲：野見祐二                                                               |
| 7.放學後的空虛（）              | 作曲：野見祐二                                                               |
| 8.神秘的聲音（）                | 作曲：野見祐二                                                               |
| 9.在十字街頭（）                | 作曲：野見祐二                                                               |
| 10.追逐胖胖（）                 | 作曲：野見祐二                                                               |
| 11.歡迎光臨貓的事務所（）       | 作曲：野見祐二                                                               |
| 12.被誘拐到後宮（）             | 作曲：野見祐二                                                               |
| 13.這裡是貓的國度嗎？（）       | 作曲：野見祐二                                                               |
| 14.前往貓王的城堡（）           | 作曲：野見祐二                                                               |
| 15.貓咪─？（）                  | 作曲：野見祐二                                                               |
| 16.變戲法貓的倫巴（）           | 作曲：野見祐二                                                               |
| 17.肚皮舞貓的波爾卡武（）       | 作曲：野見祐二                                                               |
| 18.華爾茲「Katzen Blut」（）    | 作曲：野見祐二                                                               |
| 19.我是芬貝魯特．風．基京原（） | 作曲：野見祐二                                                               |
| 20.絕不是誘餌（）               | 作曲：野見祐二                                                               |
| 21.從迷宮逃脫（）               | 作曲：野見祐二                                                               |
| 22.月牙與小雪（）               | 作曲：野見祐二                                                               |
| 23.逃脫（）                     | 作曲：野見祐二                                                               |
| 24.回家、我回家了！（）         | 作曲：野見祐二                                                               |
| 25.幻化成風（）                 | 詞：辻亞彌乃 曲：辻亞彌乃 歌：辻亞彌乃 編曲：根岸孝旨 弦．管樂編曲：山本拓夫 |
| 26.男爵（）                     | 作曲：野見祐二 ※未收錄於動畫中的印象曲目                                     |
| 27.貓王（）                     | 作曲：野見祐二 ※未收錄於動畫中的印象曲目                                     |
| 28.小春的Boogie（）             | 作曲：野見祐二 ※未收錄於動畫中的印象曲目                                     |
| 29.牧歌（）                     | 作曲：野見祐二 ※未收錄於動畫中的印象曲目                                     |
| 30.小春的回憶（）               | 作曲：野見祐二 ※未收錄於動畫中的印象曲目                                     |

※原聲帶歌曲譯名以豐華唱片代理中文版為準。

#### 單曲CD
| 曲目           | 創作/演唱                                                                    | 備註             |
| -------------- | ---------------------------------------------------------------------------- | ---------------- |
| 1.幻化成風（） | 詞：辻亞彌乃 曲：辻亞彌乃 歌：辻亞彌乃 編曲：根岸孝旨                        | 流行樂演奏版     |
| 2.幻化成風（） | 詞：辻亞彌乃 曲：辻亞彌乃 歌：辻亞彌乃 編曲：根岸孝旨 弦．管樂編曲：山本拓夫 | 烏克麗麗琴演奏版 |

## 其它

### 動畫彩蛋
- 小春與廣美一開始走在街上時，街道對面有間寫著「森田針灸院」（此片導演姓氏）的建物。[18]
- 貓王在王宮內的房間查看前來貓王國的小春和胖胖時，視聽器材旁邊有盒寫著「種樹的貓」的錄影帶。原片名為加拿大動畫導演Frédéric Back改編自法國作家讓·紀沃諾的著作《種樹的男人》同名動畫。[19]（後續動畫《種樹的男人》的重製版DVD由吉卜力工作室發行）
- 在事务所里有挂着一幅在《侧耳倾听》故事中与猫男爵为一对的女猫露意丝的画像。

### 軼事
- 作曲家野見祐二在處理貓王出巡到小春家段落的配樂時，原先欲搭配以埃及風格為主的配樂；但試不出好結果，之後採用日本雅樂的樂器（笙、篳篥等）才得以解決。[20]
- 鈴木敏夫因中途才加入《貓的報恩》的製作群，在未完全熟悉作品架構的情況下；被他認為是在此之前處理預告片最困難的一次。[21]
- 著名馬來西亞歌手梁靜茹的歌曲《小手拉大手》，由陳綺貞作詞，改編自主題曲《幻化成風》。